# Przęstka pospolita
Przęstka pospolita (Hippuris vulgaris L.) – gatunek rośliny wodnej z rodziny babkowatych (Plantaginaceae). 

## Rozmieszczenie geograficzne
Zasięg obejmuje strefę klimatu umiarkowanego na półkuli północnej. Rośnie w Ameryce Północnej na południu po północno-zachodni Meksyk w zachodniej części kontynentu i Wielkie Jeziora w części wschodniej; niemal w całej Europie (bez wysp na Morzu Śródziemnym) oraz w Azji (z wyjątkiem południowej części tego kontynentu). W Polsce występuje w rozproszeniu na niżu. W Karpatach znane było tylko jedno stanowisko w stawach hodowlanych w Dołach Jasielsko-Sanockich, ale obecnie już tam nie występuje.

## Morfologia
ŁodygaWzniesiona, sztywna, pojedyncza lub górą rozgałęziona. U formy lądowej osiąga wysokość do 30 cm, u formy podwodnej długość do 2 m.
LiścieRównowąskie, wyrastające po 8–12 w okółkach
KwiatySiedzące w kątach  liści, drobne, zielone.

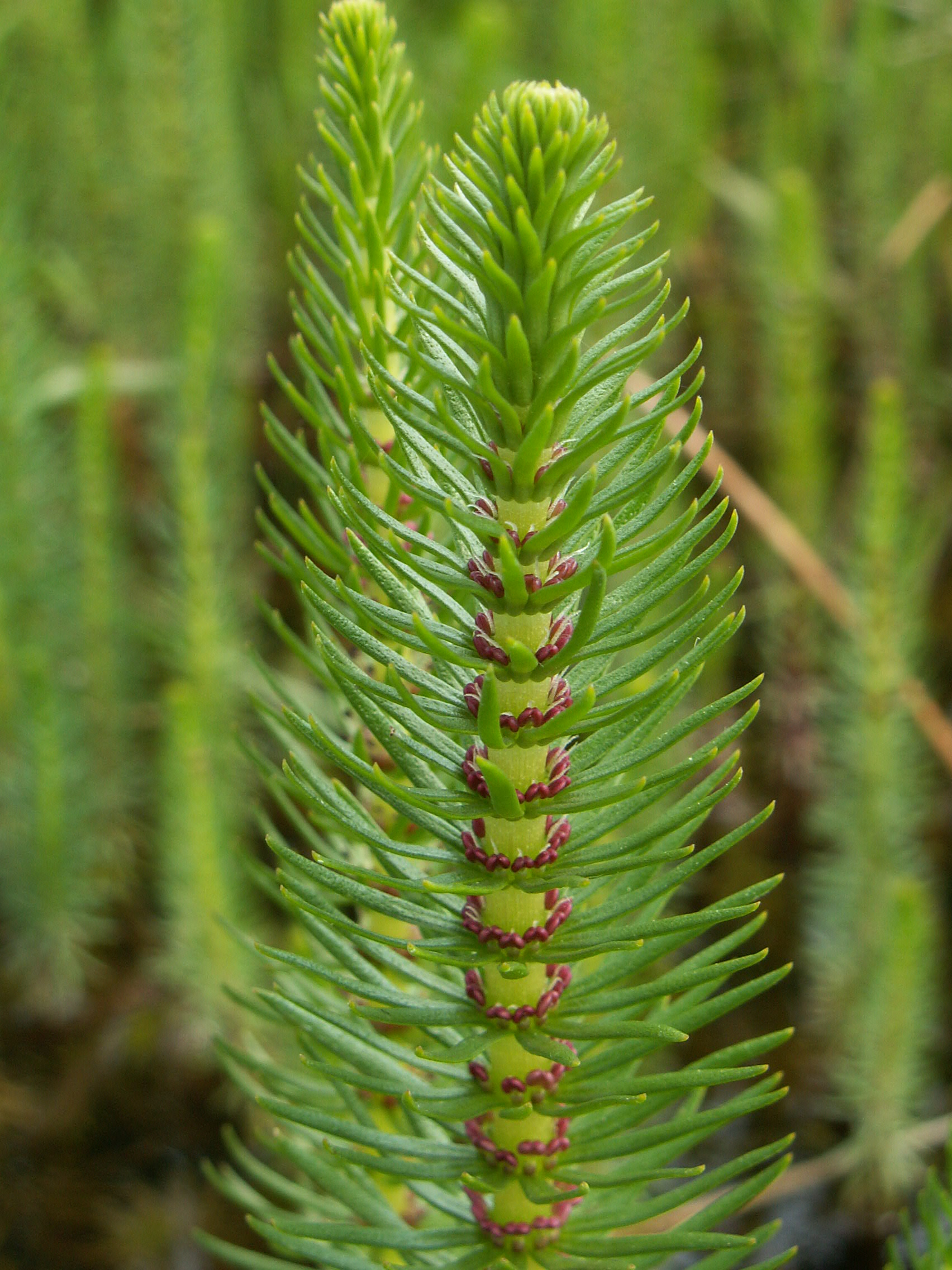
Kwitnący pęd
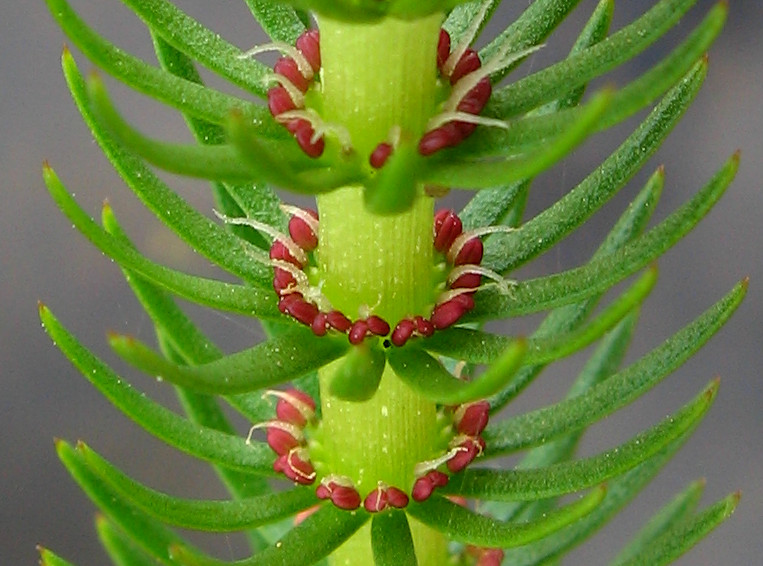
Kwiaty
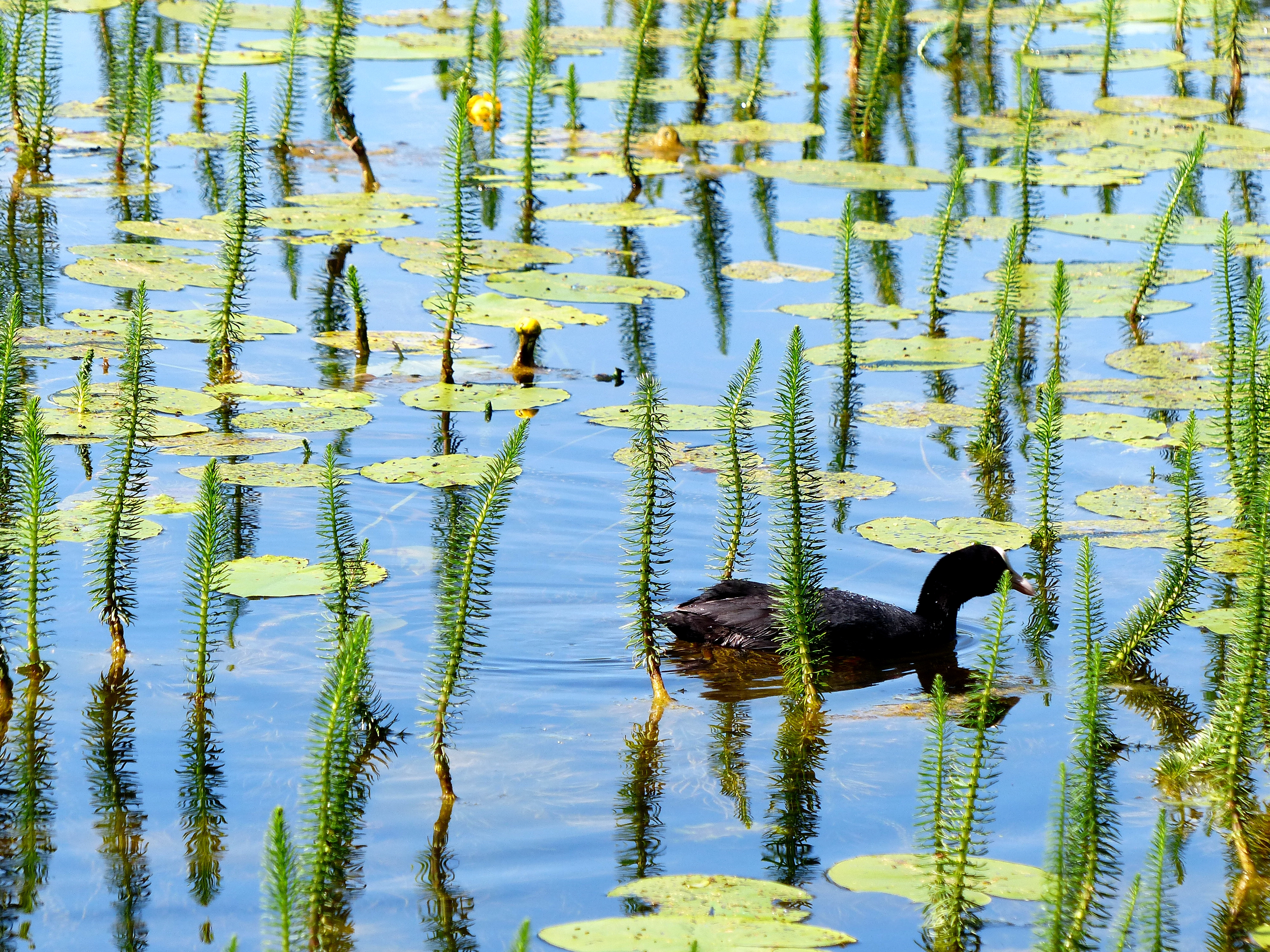
Forma częściowo zanurzona
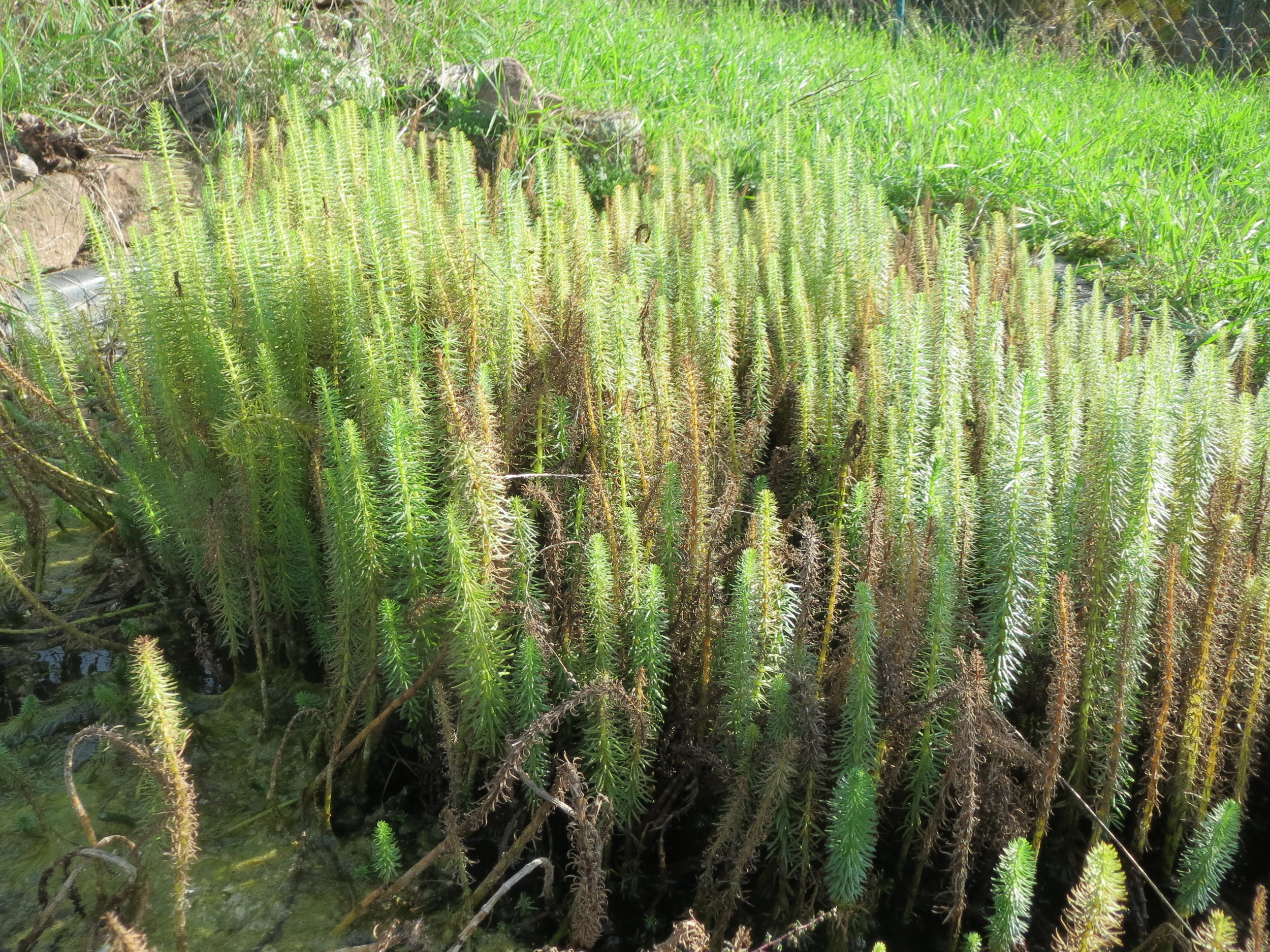
Forma lądowa

## Biologia i ekologia
RozwójBylina. Występuje w formie podwodnej, częściowo zanurzonej i lądowej. Kwitnie w lipcu i sierpniu. Dojrzałe owoce opadają na muliste dno zbiorników wodnych i pogrążają się w mule. Rozprzestrzeniane są przez prądy wodne i ptaki (hydrochoria i ornitochoria). Rozmnaża się także wegetatywnie przez rozłogi i pączki przetrwalnikowe. Zimuje w postaci pączków przetrwalnikowych. U formy podwodnej zimują całe pędy.
SiedliskoHydrofit występujący zarówno w wodach stojących, jak i płynących. Preferuje wody o dużej zawartości jonów wapnia. Zasiedla głównie muliste stawy, płytkie, niewielkie jeziora, starorzecza, czasami jednak także wilgotne gleby na lądzie. Forma podwodna czasami tworzy jednogatunkowe łany zajmujące znaczne powierzchnie, czasami wchodzi w skład wielogatunkowych zespołów roślin. Forma częściowo zanurzona wraz z innymi roślinami występuje w szuwarach na płytkich wodach. Forma lądowa ma znaczny udział  w zasiedlaniu pomokłych łąk, ale tylko w stadium początkowym, gdy teren jeszcze częściowo zalany jest wodą, potem ustępuje innym gatunkom roślin.
FitosocjologiaGatunek charakterystyczny szuwarowego zespołu Hippuridetum vulgaris (forma lądowa).
GenetykaLiczba chromosomów 2n = 32.

## Ochrona
Roślina umieszczona na Czerwonej liście roślin i grzybów Polski (2006) w grupie gatunków narażonych na wyginięcie (kategoria zagrożenia: V).